# Hellyethira multilobata
Hellyethira multilobata är en nattsländeart som beskrevs av Wells 1979. Hellyethira multilobata ingår i släktet Hellyethira och familjen smånattsländor. Inga underarter finns listade i Catalogue of Life.